# Гоер, Ладислав
Ладислав Хойер (чеш. Ladislav Hojer; 15 марта 1958, Прага — 7 августа 1986, Пражская тюрьма) — чехословацкий серийный убийца, насильник и каннибал, совершивший в период с 1978 по 1981 год 5 доказанных убийств, сопряжённых с изнасилованием. Верховным судом ЧССР приговорён к смертной казни и повешен в Пражской тюрьме.

## Биография
Ладислав Хойер родился 15 марта 1958 года в Праге, в бедной семье. Мать мальчика не интересовалась воспитанием его, его старшего брата и их сестры. Ей приходилось заниматься воспитанием самой, так как в раннем детстве Ладислава отец семейства ушёл из жизни. Позднее мать вышла замуж за другого мужчину, а когда Хойеру было 13 лет, тоже умерла от рака. Отчим, не желавший воспитывать чужих детей, уехал, оставил Ладислава на попечении старшего брата в квартире в пражском районе Мотол.
Особого интереса к учёбе не проявлял. Обучался в спецшколе, и его уровень оценивался как средний, равно как и уровень IQ, равнявшийся 88 пунктам. После окончания школы Ладислав поступил в училище и получил специальность стекольщика. В 1978 году был призван в армию. Военную службу проходил сначала в городе Липтовски-Микулаш, а затем в воинской части в Брно. После окончания службы вернулся в Прагу и устроился на завод по специальности, где и проработал до своего ареста. Работой он особо не интересовался: коллеги по цеху называли его никудышним работником. Среди окружающих подвергался насмешкам или игнорированию.
Всяческим образом Хойер пытался построить отношения с девушками, но не имел в этом успеха. Большой проблемой для маньяка был его низкий интеллектуальный уровень: Ладислав не знал, о чём говорить с девушками. Кроме того, его словарный запас оставлял желать лучшего. Примером сему может послужить следующий случай из его биографии: когда он знакомился с девушками через газету, одна из них пришла на свидание. Последовал короткий диалог, после которого девушка поняла, с кем имеет дело, и ушла. Также девушек отвергала внешность парня: он был очень вытянут и высок, но при этом сильно сутулился; его руки свисали плетьми, будто ему не принадлежат. Он не следил за своим внешним видом: носил серую, изношенную одежду. В его вытянутом лице преобладал длинный нос и покатый подбородок. Ещё одной бедой были усы, которые из-за своей редкости скорее мешали ему.
По этой причине молодой стекольщик предпочитал находиться в компании мужчин, где чувствовал себя гораздо более уверенно. Он любил сидеть в баре на Гомольце, хорошо знал местных пьяниц и доверял им, так как они очень часто общались. Во время серии убийств Хойер не раз намекал своим товарищам, что он тот, о ком говорят пражские газеты, как о маньяке, но никто ему не поверил.

## Серия убийств
После неудачных попыток познакомиться с девушками Ладислав решился на первое преступление в 1974 году, изнасиловал случайную прохожую. После 18 нападений маньяк решил не оставлять свидетелей и совершил первое доказанное в серии убийство 1 декабря 1978 года в Дечине. Ещё одна женщина была убита утром 9 февраля 1980 года в ночном поезде R770 из Праги в Дечин. Студентка-медик села в поезд со своим мужем, военным, но сошла недалеко от пункта назначения.  Сам Хойер в то время находился на военной службе и собирался в Дечин навестить друга. Он наблюдал за девушкой, когда она садилась в поезд. Когда она вышла из туалетной кабинки, он подошёл к женщине и задушил её собственным шарфом. В кабине не было достаточно места для хранения тела, поэтому он лишь немного мастурбировал, прежде чем выбросить тело жертвы из окна. Он вышел на станции в Усти-над-Лабем и примерно через два часа вернулся в Прагу с другим поездом. Тело в конце концов было найдено около 8 часов утра службой уборки ЧСД. В августе 1980 года во время своего отдыха в Кошице Хойер заметил одинокую девушку на плотине Ружинского водохранилища, изнасиловал и задушил. В августе 1981 года зарезал 18-летнюю Ивану Михееву на выходе из Пражского зоопарка. Последней жертвой стала Анна Шпакевич. В 22 часа возле резиденции потерпевшего[прояснить] у моста через Мотольский поток в Праге Хойер бродил по помещению не менее часа, прежде чем мимо него прошла 51-летняя Анна Шпакевич, которая возвращалась с вечернего концерта. Из-за её красивой внешности он посчитал её моложе и уговорил Анну заняться сексом. После неудачи Анна назвала его импотентом, за это Хойер зарезал её, вырвал 1,5 метра кишечника и вырезал сердце, которое позже употребил в пищу.

## Расследование и арест
Серийные убийства вызвали большой общественный резонанс. Правительство и общество требовали немедленно найти и наказать преступника. Следственно-оперативную группу возглавил следователь по особо важным делам Иржи Маркович. Следствие отрабатывало версию причастности душевнобольных, лиц, судимых за изнасилования, знакомых жертв  «Чехословацкого Джека-Потрошителя»; психиатры составили психологический портрет предполагаемого преступника. Но все эти усилия не принесли должных результатов, многочисленные подозреваемые не имели никакого отношения к преступлениям Хойера. Поймали маньяка случайно, после неудачной попытки зарезать и расчленить Еву Малко. Хойер увидел её у придорожного кафе и напал в Пражском лесопарке. Девушка не растерялась, подняла крик и прокусила нападавшему руку. Испуганный Хойер бросился бежать, но проходившие мимо парни скрутили его.

## Суд и казнь
Поначалу Хойер всё отрицал, говоря, что хотел просто ограбить Еву, но следователь Маркович смог войти в доверие к маньяку и часами вёл с ним душевные разговоры. В конце концов Ладислав написал чистосердечное признание в 7 убийствах и 30 изнасилованиях. Но суд признал Ладислава Хойер виновным в 5 убийствах,18 изнасилованиях, одном покушении на убийство и приговорил к высшей мере наказания. Верховный суд ЧССР оставил приговор без изменения, несмотря на многочисленные апелляции Хойера. Убийца был казнён 7 августа 1986 года и вошёл в историю как один из самых страшных маньяков в криминальной истории Чехословакии.